# 俵太の達者でござる
『俵太の達者でござる』（ひょうたのたっしゃでござる）は、1993年11月から2004年1月まで福井テレビジョン放送で放送されたバラエティ番組。

## 番組の内容
現代にタイムスリップした越前・若狭見回り奉行「越前屋俵之介」（お奉行様）に扮した越前屋俵太が、福井県内を見回って地域の人たちと触れあったり、見所を紹介したりしていた番組。「見回り奉行」は「廻国巡見使」をモチーフとしている。ただし、番組も成熟期に入るとお奉行様の行動範囲は県内にとどまらず、近県の石川県・富山県・岐阜県・滋賀県・京都府・兵庫県、果ては北海道の十勝にまで足を伸ばした。
番組開始当初は、突如現れる武家姿の俵太のキャラクターに動揺する福井県民も多かったが、回を重ねるにつれて認知度も上がっていき、「お奉行様」は県民の人気者になって各地で歓待されるようになった。番組途中からは、丸野修が扮する「飛脚の亀吉」や「忍者の猪丸」が登場するようになった。「暑苦しい」と評されたお奉行様（後述）とは対照的に、雪が降っても薄着の格好。そして、お奉行様とのボケとツッコミの掛け合いは番組をさらに盛り上げた。
ロケ地で出会った地域の人々との対話の最後は、「それでは達者でお暮らしくだされ」のセリフで締めることが恒例になっていた。そして、越前大仏（勝山市）の風景と共にエンディングを迎えていた。エンディングテーマはキム・ヨンジャの「愛の迷路」。
当初は金曜 19:00 - 19:30に放送されていたが、途中で月曜 19:30 - 20:00に変更された。そのほかにも、1時間スペシャルなどが放送された。
10年に渡り長期間続いた人気番組の一つになり、越前屋俵太を代表する番組でもあった。また、俵太は開始当初から番組の企画を担っていた。

## 放送実績のある放送局
- 福井テレビ - 制作・著作局。放送終了以後も『名作劇場』が『水曜どうでしょうClassic』の2009年10月21日からの後番組などで、数度放送されている。
- サンテレビ - 放送終了。その後、『ふくい浪漫 い〜ざぁええDay』を2009年3月まで放送していた。
- テレビ神奈川 - 2009年1月まで毎週火曜 21:00 - 21:30に放送していた。
- テレビ埼玉 - 2005年10月4日から2009年3月27日まで毎週金曜 18:30 - 19:00に放送していた。
- 富山テレビ - 1997年秋から毎週月曜の早朝に放送していた。北陸3局ネットの特別編なども放送。
- 石川テレビ - 北陸3局ネットの特別編などを放送。
- フジテレビ - 過去、一時期だけ日曜日の深夜に放送していた。

## 制作スタッフ
- 企画協力：谷雅徳
- 制作協力：越前大仏、勝山城博物館、福井乗馬クラブ、勝山市弓道クラブ、マツダ映画社
- 題字：西山秋蘭
- ナレーター：中本修
- 構成：岩田俊（越前屋電視社）
- 音楽：新保拓之、上田益（ユーズ・コンソート）
- カメラ撮影：松田弘一（福井テレビ開発）玉村裕昭（アクセス・プロ）
- ディレクター：酒井美樹男、谷口維雄
- プロデューサー：川崎谷外一、金子正巳（福井テレビ）
- 制作・著作：福井テレビ

## その他
- 地域に密着した番組制作が評価され、平成6年日本民間放送連盟賞（1994年）にノミネート。当時全国ネットの人気番組であったフジテレビ『料理の鉄人』を破ってグランプリを受賞した（テレビ娯楽部門最優秀賞）[1][2]。
- お奉行様の衣装に対して、放送番組審議会で「夏なのにあの格好は暑苦しい」という意見が出たこともある。
- 俵太は2006年5月1日の福井テレビの地上デジタル放送開始に寄せて、ビデオで祝福のコメントを発表した。
- 2020年6月4日より『俵太の達者でござる 名作劇場』として過去の傑作選50話を毎週火〜金曜日の15:45から放送[3]。また、フジテレビオンデマンド（FOD）においても、2021年6月までの期間限定で配信を実施している。対象は、前述の日本民間放送連盟賞テレビ娯楽部門最優秀賞を受賞したスペシャルが無料配信、その他の5本が有料配信となっている。